# Macrotyloma daltonii
Macrotyloma daltonii är en ärtväxtart som först beskrevs av Philip Barker Webb, och fick sitt nu gällande namn av Bernard Verdcourt. Macrotyloma daltonii ingår i släktet Macrotyloma och familjen ärtväxter. Inga underarter finns listade i Catalogue of Life.